# 麻陂镇
麻陂镇，是中华人民共和国广东省惠州市博罗县下辖的一个乡镇级行政单位。

## 行政区划
麻陂镇下辖以下地区：
麻陂社区、永丰村、三科村、曲潭村、塘尾村、横茜村、金湖村、坳头垅村、洪湖村、洋田村、新村、艾埔村、宝溪村和鸡笼山村。